# Tetragnatha tropica
Tetragnatha tropica là một loài nhện trong họ Tetragnathidae.
Loài này thuộc chi Tetragnatha. Tetragnatha tropica được Octavius Pickard-Cambridge miêu tả năm 1889.